# Llambi Ziçishti
Llambi Petro Ziçishti (ur. 13 grudnia 1923 w Korczy, zm. 9 września 1983 we wsi Linzë) – albański lekarz i działacz komunistyczny, minister zdrowia w latach 1970-1982.

## Życiorys
Syn Petro i Julii. Uczył się w liceum francuskojęzycznym w Korczy, a następnie przyłączył się do ruchu oporu. W latach 1947–1948 studiował medycynę w Paryżu, a następnie na Uniwersytecie Bukareszteńskim. Studia ukończył w 1953 i powrócił do kraju, gdzie pracował pod kierunkiem Friderika Shiroki. Wkrótce objął stanowisko ordynatora, a następnie dyrektora szpitala w Tiranie. W roku 1970 objął stanowisko ministra zdrowia, które sprawował przez 12 lat. W 1982 pozbawiony stanowiska i 15 maja aresztowany przez funkcjonariuszy Sigurimi. Stanął przed Sądem Okręgowym w Tiranie (przew. Aranit Cela) pod zarzutem zdrady stanu, planów otrucia Envera Hodży i przynależności do organizacji kontrrewolucyjnej. 9 września 1983 został skazany na karę śmierci. Prezydium Zgromadzenia Ludowego nie skorzystało z prawa łaski.
W nocy 9/10 września 1983, specjalny oddział Sigurimi przewiózł cztery osoby skazane na karę śmierci (Kadri Hazbiu, Feçor Shehu, Llambi Ziçishti i Llambi Peçini) z więzienia na przedmieścia Tirany, w rejon wsi Linzë, gdzie zostali zastrzeleni.
Od 1944 był członkiem Komunistycznej Partii Albanii, a od 1948 Albańskiej Partii Pracy. W latach 1974–1982 sprawował mandat deputowanego do Zgromadzenia Ludowego z okręgu Korczy.

## Pamięć
Imieniem Llambiego Ziçishtiego nazwano jedną z ulic w zachodniej części Tirany.